# (14423) 1991 SM2
(14423) 1991 SM2 là một tiểu hành tinh vành đai chính. Nó được phát hiện bởi Henry E. Holt ở Đài thiên văn Palomar ở Quận San Diego, California, ngày 16 tháng 9 năm 1991.